# Hjalmar Falk

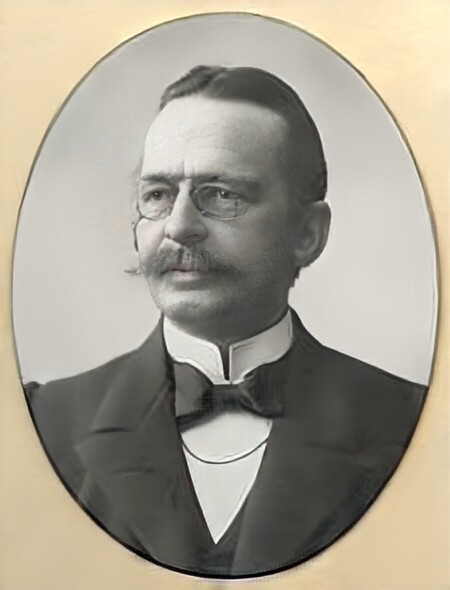
Hjalmar Falk um 1900, Fotografie von Ludvig Forbech

Hjalmar Sejersted Falk (* 2. April 1859 in Vang (Hedmark), heute zur Kommune Hamar gehörig; † 2. November 1928 in Oslo) war ein norwegischer Linguist und Philologe der Germanistik und Nordistik. Neben seiner mehr als dreißigjährigen Tätigkeit an der Universität Kristiania (heute: Oslo) arbeitete er zudem als Sprachlehrer.

## Studium, Lehrerdasein und wissenschaftliche Tätigkeit

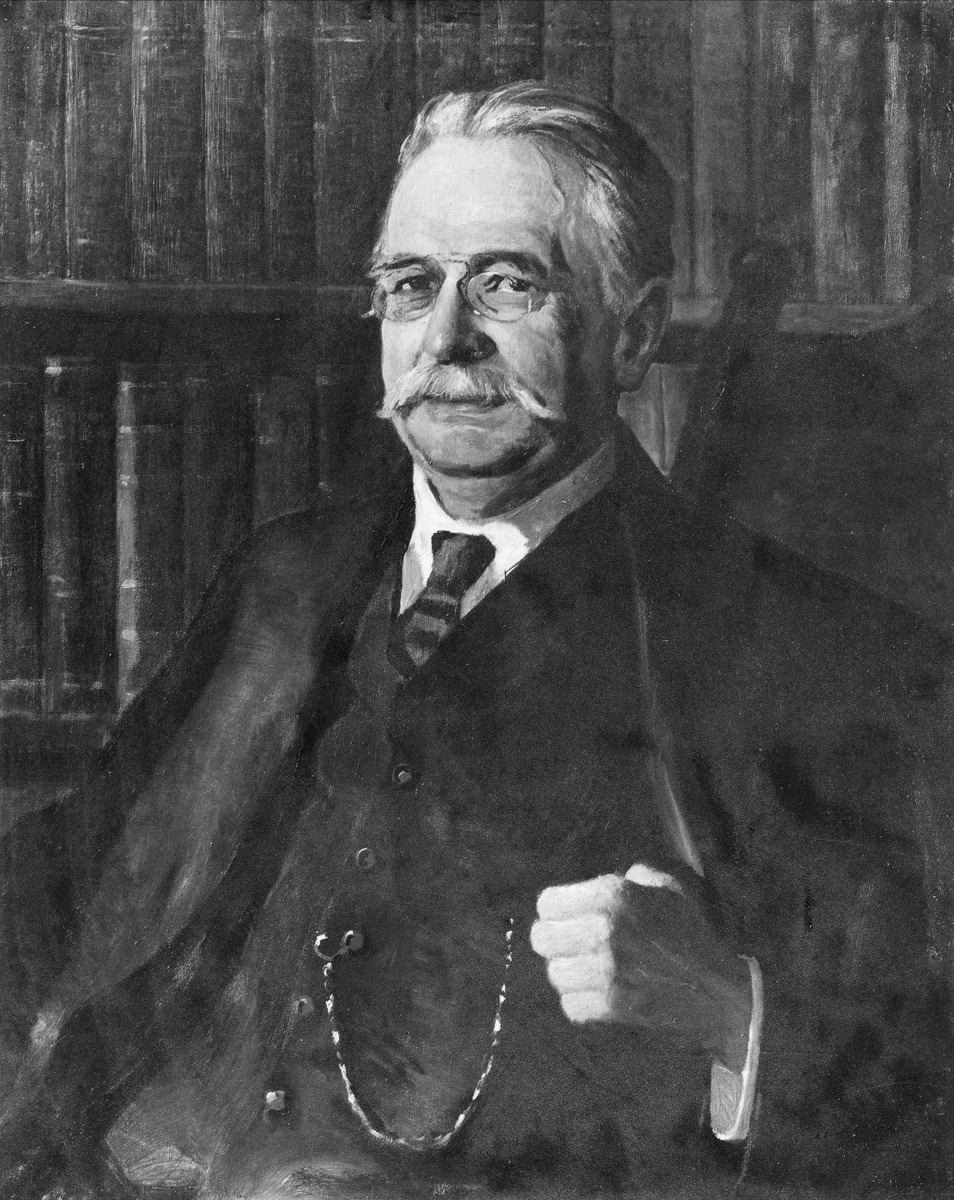
Hjalmar Falk im Jahre 1923, Gemälde von Kristofer Sinding-Larsen

Nach dem Examen Artium 1876 studierte Falk zunächst Ingenieurwissenschaft am Königlich-Sächsischen Polytechnikum Dresden und Mathematik an der Universität Oslo. Er wechselte jedoch bald zu den Geisteswissenschaften und beendete 1882 das Studium mit dem sprachlich-historischen Lehrerexamen. Neben seiner Tätigkeit als Lehrer forschte er weiter, vorwiegend über die Germanistik und nordische Mythologie. Im Rahmen dessen verbrachte er Auslandsaufenthalte in Deutschland (Tübingen) und England.
1888 wurde Falk mit der Dissertation Die nomina agentis der altnordischen Sprache promoviert. Im Jahre 1890 wurde er Stipendiat an der Universität in Oslo und arbeitet zugleich als Lehrer an verschiedenen Schulen in Oslo. 1897 folgte die Ernennung zum Professor für germanische Philologie, verbunden mit der Pflicht zur deutschsprachigen wie nordischen Lehre.
Hjalmar Falk setzte sich für praktische und moderne Methoden des Sprachunterrichts ein. Das Komitee zur Vorbereitung der norwegischen Rechtschreibreform von 1917 unterlag seiner Leitung.

## Wissenschaftliche Position und Werke
Falk gilt als Schüler der Junggrammatiker der Leipziger Schule, die die Auffassung vertritt, dass auch die Sprachwissenschaft naturgegebenen Gesetzen unterliegt und die Veränderung von Sprache somit als positivistische Tatsache zu verstehen sei. Die 1914 erschienene, in deutscher Sprache veröffentlichte Altnordische Waffenkunde ist einem der Hauptvertreter dieser Schule, Eduard Sievers, gewidmet. Dieses Werk, gemeinsam mit Altnordisches Seewesen (1913) und Altwestnordische Kleiderkunde (1919) steht symptomatisch für Falks soziolinguistische Arbeitsweise avant la lettre.
Neben dem philologischen Interesse arbeitete Falk zur nordischen Mythologie. Er stand in engem Kontakt mit Sophus Bugge und Moltke Moe. Er verfasste mehrere Werke in diesem Gebiet, u. a. zur Frithjofssage und zum altnordischen Sonnenlied der Edda.
Gemeinsam mit seinem engen Freund Alf Torp veröffentlichte er von 1903 bis 1906 das erste (und bis zum Jahre 2000 einzige) etymologische Wörterbuch der norwegischen (und dänischen) Sprache in zwei Bänden, das Etymologisk ordbog over det norske og danske sprog. Es wurde 1910 ins Deutsche übersetzt und die norwegische Fassung wegen seiner Popularität 1991 als Faksimile wieder aufgelegt.

## Auszeichnungen und Ämter
- 1885: Verleihung der H.K.H. Goldmedaille des Kronprinzen für herausragende akademische Leistungen (Preisschrift zur Wortbildung im Norwegischen)
- 1895: Vorsitzender des norwegischen Studentenvereins
- 1906–1909: Dekan der Fakultät der Künste
- 1911: Ernennung zum Ritter 1. Klasse des Sankt-Olav-Ordens